# 內流湖
內流湖，也叫尾闾湖、终点湖、河口湖，指在非外流區水系內的一種湖泊。其供水主要由內流河，地下水所供應。內流河如供水不足有可能會面對乾涸的情況。
內流湖有淡水湖與鹹水湖兩種，鹹淡的區別主要視湖水的供應量與蒸發量以及是否有出水口決定，大多数内流湖属于咸水湖。

## 範例
世界上比较大的或比较著名的內流湖有亚洲和欧洲交界处由3個主要河川流入的里海、亚洲的死海和巴尔喀什湖、非洲的乍得湖、澳大利亚的艾尔湖和北美洲的大盐湖。且多為鹹水湖，但也有淡水湖。
中国地区较大的内流湖有青海湖、纳木错、色林错、博斯腾湖、乌伦古湖、額濟納河流入的居延海和塔里木河流入的台特玛湖、罗布泊（已干涸）等。
此外，今日墨西哥城的所在地於古代亦為一座名為特斯科科湖的內流湖（已乾涸）。